# Harri Jaskari

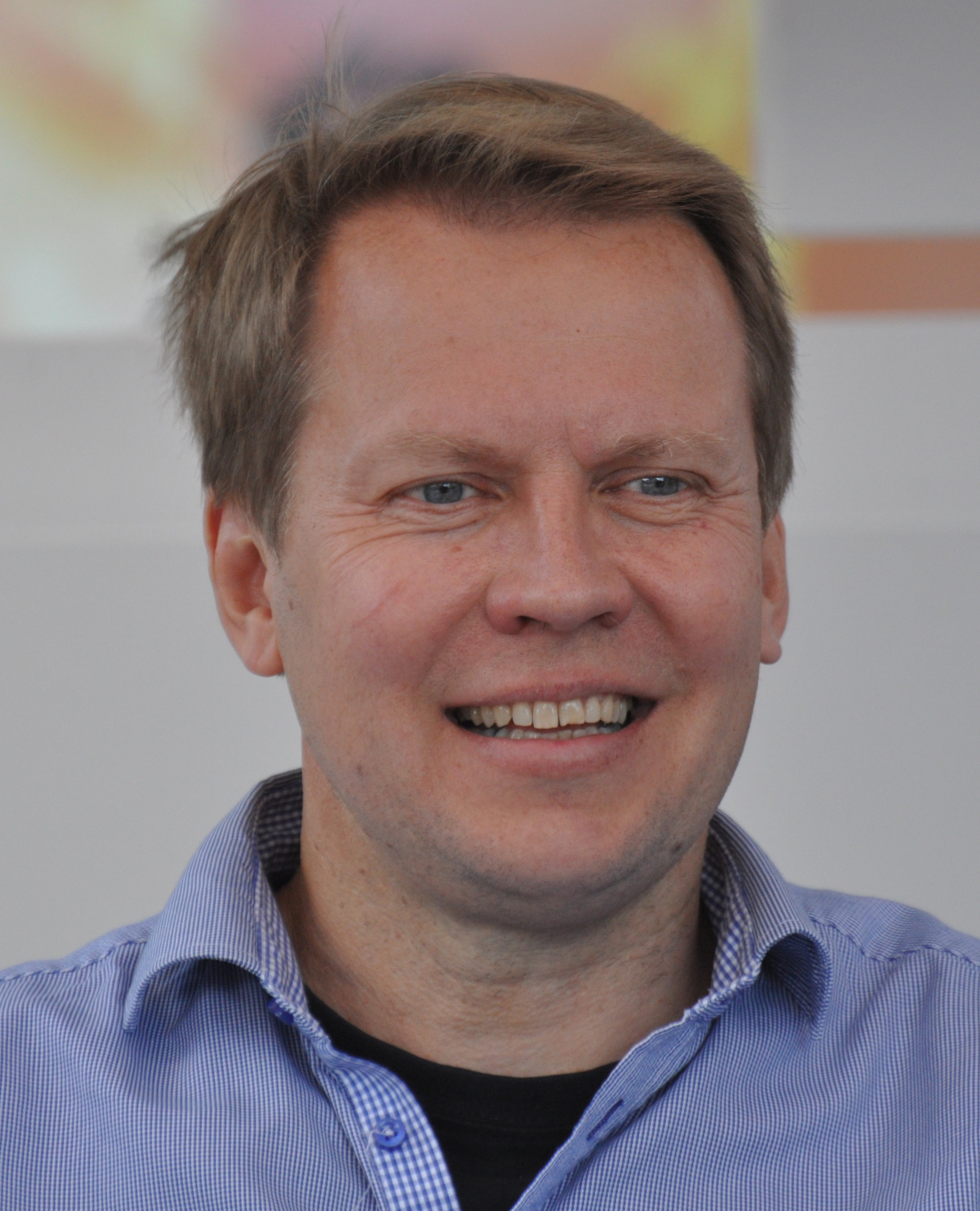
Harri Jaskari (2013)

Harri Matti Jaskari, född 26 mars 1964 i Virdois, är en finländsk samlingspartistisk politiker. Han var ledamot av Finlands riksdag 2007–2019.
Jaskari avlade år 1993 licentiatexamen i förvaltningsvetenskap. Han tjänstgjorde som verkställande direktör för Tammerfors handelskammare 2001–2004 och som Samlingspartiets partisekreterare 2004–2006.
Jaskari skilde sig år 2003 och inledde ett förhållande med en kvinna som utnyttjade hans bostad för att sälja sextjänster. Jaskari avgick år 2006 som partisekreterare på grund av skandalen som gällde hans ex-flickvän. Han förklarade att han hade förälskat sig i fel kvinna. Sommaren 2008 gifte Jaskari om sig med teaterproducenten Marinella Vartiainen. I riksdagsvalet 2011 valdes Jaskari för en andra mandatperiod i riksdagen med 4 556 röster från Birkalands valkrets.